# Georges van Parys
Pour les articles homonymes, voir Van Parys.
Georges van Parys, né Georges Eugène Émile Van Parÿs le 7 juin 1902 dans le 10e arrondissement de Paris, ville où il est mort le 28 janvier 1971 dans le 7e arrondissement, est un compositeur français de musique de film, d'opérette et de musique légère. Il a marqué son époque par des chansons populaires à l'image de sa personnalité : un musicien de Paris. Sa carrière s'étend des années 1930 aux années 1970.

## Biographie
Pianiste talentueux, Georges van Parys découvre, vers seize ans, le groupe des Six, Ravel et Debussy.
En 1924, il débute au cabaret Chez Fyscher, comme accompagnateur au piano des vedettes telles qu'Yvonne George, Gaby Montbreuse, Lucienne Boyer et Arletty. À partir de 1927, il signe ses premières opérettes, notamment avec Serge Veber et Philippe Parès : Lulu, L'Eau à la bouche, Louis XIV avec Dranem, Morton, Pauline Carton, Loulou Hegoburu, Davia.

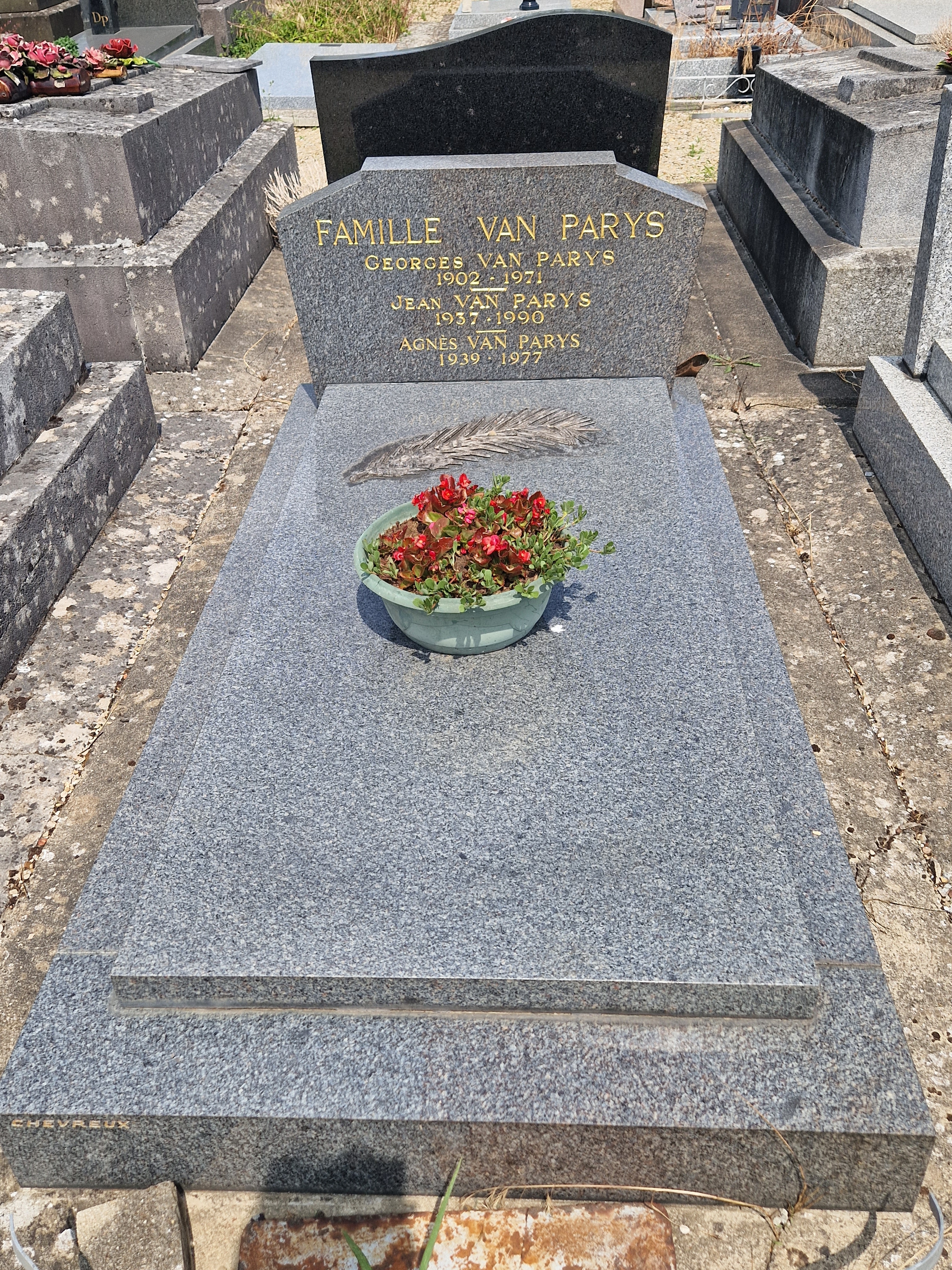
Tombe de Georges van Parys au cimetière de Villiers-sur-Marne.

Sa rencontre avec René Clair, en 1930, est déterminante à une époque où le cinéma connaît un tournant majeur, celui du parlant. René Clair l'engage pour le premier film sonore musical français, Le Million. La partition est co-signée par Philippe Parès et Armand Bernard. C'est un précurseur de cette nouvelle invention qu'est la musique au cinéma. Il signe plus de trois cents partitions de films, dont certaines font maintenant partie des classiques du cinéma français.
Plusieurs de ses compositions deviennent des standards de la chanson française telles Comme de bien entendu (chantée par Arletty et Michel Simon), C'est un mauvais garçon (chantée par Henry Garat), La Complainte de la Butte (chantée par Cora Vaucaire), La Complainte des infidèles (chantée par Mouloudji), etc. La liste de ses interprètes est vertigineuse. Parmi eux,  Luis Mariano, Danielle Darrieux, Albert Préjean, Damia, Fréhel, Maurice Chevalier, Georges Brassens, Ginette Garcin, et plus récemment Patrick Bruel, Rufus Wainwright, Hélène Ségara, etc.
En 1960, il apparaît dans le court-métrage Le Rondon d'André Berthomieu.
Sa carrière est récompensée en 1968 par le Grand prix de la musique de la Société des auteurs, compositeurs et éditeurs de musique (Sacem), dont il était vice-président.
Georges Van Parys était marié avec l'artiste peintre et illustratrice Blanche Van Parys.
Il est enterré au cimetière de Villiers-sur-Marne.

## Opérettes
- 1922 Madame la Comtesse
- 1923 Une bonne à rien faire
- 1927 Voilà le printemps
- 1936 Prends la route
- 1941 Petites Annonces
- 1941 L'École buissonnière
- 1943 Une femme par jour
- 1946 Virginie Déjazet
- 1946 Les Chasseurs d'images
- 1949 La Tour Eiffel qui tue
- 1950 Tristoeil et Brunehouille
- 1951 L'Affaire Fualdès
- 1951 La Reine-Mère
- 1953 Que d'eau, que d'eau
- 1956 Minnie-Moustache
- 1960 Le Jeu des dames
- 1961 La Belle de Paris

Avec Philippe Parès :
- 1927 Quand y en a pour deux
- 1927 : Lulu, opérette en 3 actes, livret Serge Veber, théâtre Daunou
- 1927 La Petite Dame du Train bleu
- 1928 L'Eau à la bouche
- 1929 Louis XIV
- 1930 Le cœur y est
- 1931 Couss-Couss
- 1937 Ma petite amie
- 1945 On cherche un roi
- 1957 Le Moulin Sans-Souci

## Filmographie

### Cinéma
Compositeur
- 1929 : Paris Girls de Henry Roussell
- 1929 : La Femme et le Pantin de Jacques de Baroncelli
- 1931 : Les Amours de minuit de Augusto Genina et Marc Allégret
- 1931 : Le Million de René Clair
- 1931 : Un soir de rafle de Carmine Gallone
- 1933 : Cette vieille canaille d'Anatole Litvak
- 1933 : Le Crime du Bouif d'André Berthomieu
- 1934 : L'Aristo d'André Berthomieu
- 1934 : La Maison dans la dune de Pierre Billon
- 1934 : Zouzou de Marc Allégret (film dans lequel il apparaît dans le rôle du pianiste répétiteur de la vedette Barbara au Follie's)
- 1934 : L'Or dans la rue de Curtis Bernhardt
- 1934 : Les Filles de la concierge de Jacques Tourneur
- 1935 : Quelle drôle de gosse de Léo Joannon
- 1936 : Un mauvais garçon de Jean Boyer
- 1937 : Abus de confiance d'Henri Decoin
- 1937  : Franco de port de Dimitri Kirsanoff
- 1938 : Gargousse de Henry Wulschleger
- 1938 : Mon curé chez les riches de  Jean Boyer
- 1939 : Circonstances atténuantes de Jean Boyer
- 1939 : Noix de coco de Jean Boyer
- 1939 : L'Héritier des Mondésir d'Albert Valentin
- 1939 : Pour le maillot jaune de Jean Stelli
- 1939 : Moulin-Rouge d'André Hugon et Yves Mirande
- 1940 : Marseille mes amours de Jacques Daniel-Norman
- 1940 : Miquette de Jean Boyer
- 1941 : Chèque au porteur de Jean Boyer
- 1941 : Caprices de Léo Joannon
- 1941 : Sixième Étage de Maurice Cloche
- 1941 : Romance de Paris de Jean Boyer
- 1942 : Le Prince charmant de Jean Boyer
- 1942 : Boléro de Jean Boyer
- 1942 : Frédérica de Jean Boyer
- 1942 : Le Bienfaiteur d'Henri Decoin
- 1942 : À vos ordres, Madame de Jean Boyer
- 1942 : Cap au large de Jean-Paul Paulin
- 1942 : Le Grand Combat de Bernard Roland
- 1943 : L'Homme de Londres d'Henri Decoin
- 1943 : Le Soleil de minuit de Bernard Roland
- 1945 : Échec au roy de Jean-Paul Paulin
- 1946 : Pas si bête d'André Berthomieu
- 1946 : Le Couple idéal de Bernard Roland et Raymond Rouleau
- 1947 : Le silence est d'or de René Clair
- 1947 : Histoire de chanter de Gilles Grangier
- 1948 : La Vie en rose de Jean Faurez
- 1948 : L'Armoire volante de Carlo Rim
- 1948 : Par la fenêtre de Gilles Grangier
- 1949 : La Voix du rêve de Jean-Paul Paulin
- 1949 : Le Cœur sur la main de André Berthomieu
- 1949 : Une femme par jour de Jean Boyer
- 1949 : Jean de la Lune de Marcel Achard
- 1949 : Lady Paname d'Henri Jeanson
- 1949 : Histoires extraordinaires de Jean Faurez
- 1949 : L'Inconnue n°13 de Jean-Paul Paulin
- 1950 : Garou-Garou, le passe-muraille de Jean Boyer
- 1950 : Les Anciens de Saint-Loup de Georges Lampin
- 1951 : L'Affaire Manet (court métrage) de Jean Aurel
- 1951 : Fanfan la Tulipe de Christian-Jaque
- 1951 : La Maison Bonnadieu de Carlo Rim
- 1951 : L'Amour, Madame de Gilles Grangier
- 1952 : Casque d'Or de Jacques Becker
- 1952 : Drôle de noce de Léo Joannon
- 1952 : Les Belles de nuit de René Clair
- 1953 : Belle Mentalité !
- 1953 : Le Chemin de la drogue de Louis S. Licot
- 1953 : Madame de… de Max Ophüls
- 1953 : Rue de l'estrapade de Jacques Becker
- 1953 : Secrets d'alcôve (épisode Il Letto de Jean Delannoy) (chanson Un jour tu verras)
- 1954 : Les Révoltés de Lomanach de Richard Pottier
- 1954 : L'Affaire Maurizius de Julien Duvivier
- 1954 : Le Fils de Caroline chérie de Jean Devaivre
- 1954 : Le Grand Jeu de Robert Siodmak
- 1954 : Le Mouton à cinq pattes de Henri Verneuil
- 1954 : Les Diaboliques d'Henri-Georges Clouzot
- 1954 : Les Intrigantes d'Henri Decoin
- 1954 : Papa, Maman, la Bonne et moi de Jean-Paul Le Chanois
- 1955 : Les Grandes Manœuvres de René Clair
- 1955 : Les Impures de Pierre Chevalier
- 1955 : Nana de Christian-Jaque
- 1955 : French Cancan de Jean Renoir
- 1955 : Papa, maman, ma femme et moi de Jean-Paul Le Chanois
- 1955 : Les Carnets du major Thompson de Preston Sturges
- 1956 : C'est arrivé à Aden de Michel Boisrond
- 1956 : Paris la nuit de Jacques Baratier et Jean Valère (documentaire)
- 1956 : L'Homme à l'imperméable de Julien Duvivier
- 1956 : Club de femmes de Ralph Habib
- 1957 : Charmants Garçons d'Henri Decoin
- 1957 : Comme un cheveu sur la soupe de Maurice Regamey
- 1957 : Donnez-moi ma chance de Léonide Moguy
- 1957 : Et par ici la sortie de Willy Rozier
- 1957 : Nathalie de Christian-Jaque
- 1958 : Les Misérables de Jean-Paul Le Chanois
- 1958 : Le fauve est lâché de Maurice Labro
- 1958 : Le Gorille vous salue bien de Bernard Borderie
- 1959 : Signé Arsène Lupin d'Yves Robert
- 1959 : Guinguette de Jean Delannoy
- 1959 : Le travail c'est la liberté de Louis Grospierre
- 1959 : Marie des Isles de Georges Combret
- 1960 : Préméditation de André Berthomieu
- 1960 : Les Magiciennes de Serge Friedman
- 1960 Les années folles de Henri Torrent

- 1961 : Tout l'or du monde de René Clair
- 1961 : Le Capitaine Fracasse de Pierre Gaspard-Huit
- 1962 : Le Masque de fer d'Henri Decoin
- 1962 : Le Tracassin d'Alex Joffé
- 1962 : Mandrin, bandit gentilhomme de Jean-Paul Le Chanois
- 1963 : Cadavres en vacances de Jacqueline Audry
- 1963 : La Foire aux cancres de Louis Daquin
- 1965 : Au large du désert (court métrage) de Henri Fabiani
- 1968 : Faut pas prendre les enfants du bon Dieu pour des canards sauvages de Michel Audiard
- 1969 : L'Auvergnat et l'Autobus de Guy Lefranc
- 1970 : Elle boit pas, elle fume pas, elle drague pas, mais… elle cause ! de Michel Audiard

### Télévision
- 1964 : Les Aventures de Robinson Crusoé  de Jean Sacha  avec Robert Hoffmann
- 1972 : La Demoiselle d'Avignon

## Publication
- Georges van Parys, Les Jours comme ils viennent, Paris, Plon, 1969 (BNF 33207479)